# Mormo maurisca
Mormo maurisca là một loài bướm đêm trong họ Noctuidae.